# (51827) Laurelclark
(51827) Laurelclark ist ein Asteroid des äußeren Hauptgürtels, der am 20. Juli 2001 von der US-amerikanischen Astronomin Eleanor Helin entdeckt wurde, auf Aufnahmen des Projektes Near Earth Asteroid Tracking (NEAT), die mit dem 120-cm-Oschin-Schmidt-Teleskop des Palomar-Observatoriums (IAU-Code 644) in Kalifornien gemacht worden waren.
Der Asteroid wurde am 6. August 2003 nach der US-amerikanischen Astronautin Laurel Clark benannt, die als Missionsspezialistin der Raumfähre Columbia beim Absturz am 1. Februar 2003 ums Leben kam. Nach allen Mitgliedern der Columbia-Besatzung wurden Asteroiden benannt: nach Rick Douglas Husband (51823) Rickhusband, nach Michael P. Anderson (51824) Mikeanderson, nach David McDowell Brown (51825) Davidbrown, nach Kalpana Chawla (51826) Kalpanachawla, nach Ilan Ramon (51828) Ilanramon und nach William Cameron McCool (51829) Williemccool.